# Калитино (деревня, Ленинградская область)
Калитино (фин. Kaletino) — деревня в Калитинском сельском поселении Волосовского района Ленинградской области.

## История
На карте Ингерманландии А. И. Бергенгейма, составленной по шведским материалам 1676 года, упоминается как мыза Kallcontin.
На шведской «Генеральной карте провинции Ингерманландии» 1704 года — как Callentina.
Как деревня Калентина она обозначена на «Географическом чертеже Ижорской земли» Адриана Шонбека 1705 года.
На карте Санкт-Петербургской губернии Я. Ф. Шмидта 1770 года обозначены два соседних селения: деревня Колетино и мыза Колетинская.

КАЛИТИНО — деревня принадлежит Радингу, полковнику, число жителей по ревизии: 164 м. п., 157 ж. п. (1838 год)

Согласно карте Ф. Ф. Шуберта в 1844 году деревня Калетино насчитывала 58 крестьянских дворов.
В пояснительном тексте к этнографической карте Санкт-Петербургской губернии П. И. Кёппена 1849 года она записана как деревня Kalentina (Kalitina, Калитино) и указано количество проживающих в ней савакотов на 1848 год: 23 м. п., 20 ж. п., всего 43 человека, а также отмечено, что финны в деревне проживают вместе с русскими.

КАЛИТИНО — деревня господина Штенгера, по просёлочной дороге, число дворов — 58, число душ — 144 м. п. (1856 год)

КАЛИТИНО (КОЛЕТИНО) — мыза владельческая при колодце, число дворов — 1, число жителей: 12 м. п., 5 ж. п.

КАЛИТИНО — деревня владельческая при колодце, по просёлочной дороге от с. Рожествена к казённой Изварской лесной даче, число дворов — 52, число жителей: 145 м. п., 154 ж. п. Волостное правление. (1862 год)

Согласно карте из «Исторического атласа Санкт-Петербургской Губернии» 1863 года деревня называлась Колетино.
В 1868—1869 годах временнообязанные крестьяне деревни выкупили свои земельные наделы у А. Б. Бурянского и стали собственниками земли.

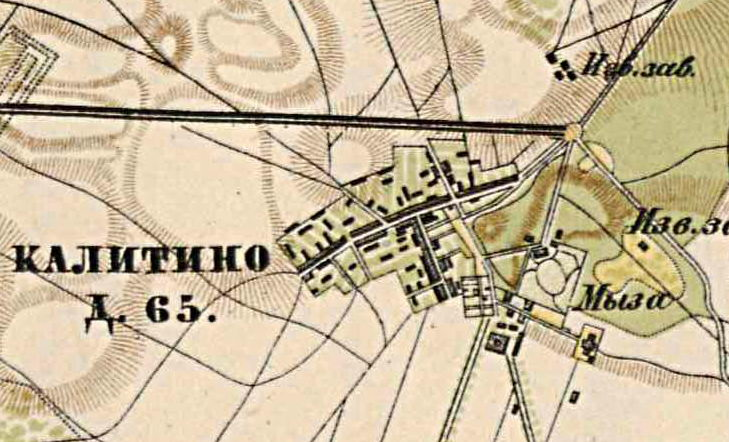
План деревни Калитино. 1885 год

В 1885 году деревня насчитывала 65 дворов, на её восточной окраине находилась мыза Калитино. К востоку от деревни находились два известковых завода и ветряная мельница.
Согласно материалам по статистике народного хозяйства Царскосельского уезда 1888 года мыза Калитино площадью 2732 десятины принадлежала лифляндскому уроженцу Р. Е. Юрману с братом, мыза была приобретена в 1882 году за 40 000 рублей.
В конце XIX — начале XX века деревня Калитино административно относилась к Сосницкой волости 2-го стана Царскосельского уезда Санкт-Петербургской губернии. Население деревни было смешанным — финско-русским.
По данным «Памятной книжки Санкт-Петербургской губернии» за 1905 год мыза Калитино площадью 2453 десятины принадлежала отставному штабс-ротмистру, барону Юлию Петровичу Толю, кроме того 40 десятин земли в имении принадлежали крестьянину Петергофского уезда Андрею Алексеевичу Птичкину.
К 1913 году количество дворов увеличилось до 115.
В 1917 году деревня Калитино входила в состав Сосницкой волости Царскосельского уезда.
С 1917 по 1923 год деревня Калитино входила в состав Калитинского сельсовета Калитинской волости Детскосельского уезда.
С 1923 года в составе Венгиссаровской волости Троцкого уезда.
Согласно данным переписи населения СССР 1926 года в деревне Калитино проживали 368 человек, большинство русские, а также финны и эстонцы.
С 1927 года в составе Волосовского района.
По данным 1933 года в состав Калитинского сельсовета Волосовского района входили 8 населённых пунктов: деревни Калитино, Курковицы, Озёра, Пятая Гора, Новые Раглицы, Старые Раглицы, Холоповицы и хутор Эстонское Калитино, общей численностью населения 1998 человек. Административным центром сельсовета была деревня Курковицы.

План деревни Калитино. 1934 год

Согласно топографической карте 1934 года деревня насчитывала 115 дворов, к северу от деревни находилась ветряная мельница.
По данным 1936 года в состав Калитинского сельсовета входили 13 населённых пунктов, 456 хозяйств и 12 колхозов.
28 января 1944 года 46-я стрелковая дивизия атаковала немцев в деревне Калитино. Фланговым ударом противник был сбит со своих позиций и начал отходить по лесной дороге, где и попал в засаду. Далее дивизия наступала на Осьмино, а частью сил — на Ящеру.
С 1950 года в составе Кикеринского сельсовета.
С 1952 года в составе Заречского сельсовета.
С 1954 года в составе Калитинского сельсовета.
С 1963 года в составе Кингисеппского района.
С 1965 года вновь в составе Волосовского района. В 1965 году население деревни Калитино составляло 236 человек.
По данным 1966 и 1973 годов деревня Калитино также находилась в составе Калитинского сельсовета с административным центром в деревне Курковицы. В деревне располагалась центральная усадьба «Северо-Западной машинно-испытательной станции».
По данным 1990 года в состав Калитинского сельсовета входил 21 населённый пункт: деревни Арбонье, Большое Кикерино, Глумицы, Донцо, Калитино, Каргалоза, Курковицы, Липовая Гора, Лисино, Малое Заречье, Малое Кикерино, Новые Раглицы, Пятая Гора, Роговицы, Село, Старые Раглицы, Холоповицы, Эдази, посёлки Восемьдесят Первый Километр, Калитино, Отделение Совхоза «Кикерино», общей численностью населения 4137 человек. Административным центром сельсовета была деревня Курковицы (1245 чел.).
В 1997 году в деревне Калитино проживали 67 человек, деревня относилась к Калитинской волости, в 2002 году — 214 человек (русские — 90 %), в 2007 году — 85 человек.

## География
Деревня расположена в восточной части района на автодороге 41К-052 (Роговицы — Калитино).
Расстояние до административного центра поселения — 0,5 км.
Расстояние до ближайшей железнодорожной станции Кикерино — 7 км.

## Демография
| 1862 | 2002 | 2007 | 2010 | 2017 |
| ---- | ---- | ---- | ---- | ---- |
| 316  | ↘214 | ↘85  | ↗115 | ↗223 |

### Национальный состав
Согласно данным Всероссийской переписи населения 2021 года в деревне проживали 185 человек, из них:
 русские — 167, таджики — 5, азербайджанцы — 4, армяне — 2, белорусы — 1, казахи — 1, украинцы — 1, другие национальности — 3 человека, один человек национальность не указал.

## Достопримечательности
- Близ деревни находится курганно-жальничный могильник XI—XIV веков[35].

## Известные уроженцы
- Эдуард Вийральт (1898—1954) — эстонский художник-график

## Улицы
2-я Калитинская, Болотная, Весёлая, Деревенская, Лесная, Луговая, Мира, Новая, Новодеревенская, Новоцентральная, Отрадная, Полевая, Поселковая, Просёлочная, Садовая, Северная, Центральная, Шоссейная.